# Jambo (Takagi & Ketra)
Jambo è un singolo del duo musicale italiano Takagi & Ketra, pubblicato il 24 maggio 2019.

## Descrizione
Il singolo, cantato in italiano e inglese, ha visto la partecipazione vocale della cantautrice italiana Giusy Ferreri e del cantante giamaicano Omi. Il testo è stato scritto insieme alla cantautrice italiana Federica Abbate, mentre la produzione contiene un campionamento del brano O Si Nene della cantante britannica Nicolette.

## Video musicale
Il videoclip, girato tra Giamaica, Ruanda e Tanzania, sotto la regia di Gaetano Morbioli, è stato pubblicato il 14 giugno 2019 sul canale YouTube dei produttori. Le coreografie, parte fondamentale di tutto il video, sono state ideate da Sherrie Silver, già coreografa del video This Is America.

## Tracce
1. Jambo – 2:37

## Successo commerciale
In Italia è stato il 5º singolo italiano e 13º generale più trasmesso dalle radio nel 2019. È stato inoltre il 5º singolo di Giusy Ferreri a raggiungere la prima posizione della classifica FIMI, confermandola una degli artisti musicali di maggior successo dal 2008.

## Classifiche

### Classifiche settimanali
| Classifica (2019) | Posizione massima |
| ----------------- | ----------------- |
| Italia            | 1                 |
| Svizzera          | 11                |

### Classifiche di fine anno
| Classifica (2019) | Posizione |
| ----------------- | --------- |
| Italia            | 9         |
| Svizzera          | 44        |